# أشباه الفأريات الوحشية
أشباه الفأريات الوحشية (الاسم العلمي:†Theridomyomorpha) هي دون رتبة منقرضة من القوارض تتبع رتيبة سنجابيات الشكل.

## التصنيف
- الفئران الوحشية
  - الفأراوات الوحشية